# Division de Bhagalpur
Bhagalpur est une division territoriale de l'État du Bihar en Inde. Sa capitale est la ville de Bhagalpur.

## Districts
- Banka,
- Bhagalpur